# Denys Arcand
Denys Arcand, född 25 juni 1941 i Deschambault, Québec, är en franskspråkig kanadensisk regissör och manusförfattare.

## Filmografi
- 1967 Entre la mer et l'eau douce
- 1973 Réjeanne Padovani
- 1984 Le Crime d'Ovide Plouffe
- 1986 Det amerikanska imperiets fall (Le Déclin de l'empire américain) - Cannes: "International Critics Prize"
- 1989 Jesus från Montreal (Jésus de Montréal) - Cannes: Jurypriset
- 1993 Kärlek och mänskliga rester (De l'amour et des restes humains)
- 1996 Joyeux Calvaire
- 2000 Stardom
- 2003 De barbariska invasionerna (Les Invasions Barbares) - Oscar för bästa utländska film; Cannes: bästa manus och bästa kvinnliga skådespelare (Marie-Josée Croze); César för bästa film och regi och César för bästa originalmanus